# 양동시장
양동시장(良洞市場)은 광주광역시 서구에 위치한 시장이다. 1910년에 개장되었으며 지금은 현대적인 시설로 깔끔하게 정비되어 있다. 건물은 4개 동으로 구성되어 있으며, 점포수는 340여 개로 농산물, 수산물, 공산품, 기타 물품을 취급한다. 특히 혼수나 제사 용품으로 유명하다. 주소명은 광주광역시 서구 천변좌로 238번지이다.
양동시장에서 가장 유명한 점포는 일명 '노무현국밥집'으로 알려진 '하나분식'이다. 2002년 12월 14일 노무현 대통령(당시에는 새천년민주당 후보)이 대선 5일 전에 시장을 방문했을 때, 국밥을 남김없이 비웠다 하여 유명해졌다. 1980년 광주 민주화 운동 당시에는 대인시장과 함께 광주 시민이 하나 되는 대동정신을 발휘했던 장소이기도 하다.
개장시간은 공산품 가게의 경우 오전 9시부터 오후 9시까지이며, 4월부터 9월까지 첫째, 셋째 주 일요일은 휴무이다.

## 교통
- 광주지하철 1호선 양동시장역

## 사건사고
2025년 1월 22일 화재가 발생하여 830만원 피해